# 가와카미 쇼헤이
가와카미 쇼헤이(일본어: 河上 将平, 1997년 10월 26일~)는 일본의 축구 선수이다.

## 구단 경력
그는 2020년 J3리그의 후지에다 MYFC에 입단했다. 2022년 J3리그 준우승으로 J2리그로 승격했다. 2024년까지 68경기에 출전하여, 2득점을 넣었다. 2025년 J3리그의 가마타마레 사누키로 이적했다.